# Lise Cristiani
Lise Cristiani   (París, 4 de desembre de 1825 - Novotxerkassk, 24 d'octubre de 1853) fou una violoncel·lista francesa.
Anomenada per la seva primorosa execució la santa Cecília de França, viatjà molt i va escriure un curiós llibre intitulat Viatge a la Siberia Oriental.